# Pandeli Majko
Pandeli Majko (Tirana, 15 settembre 1967) è un politico albanese.
È stato due volte Primo ministro dell'Albania. È stato anche il Ministro per la Diaspora nel secondo governo socialista di Edi Rama.

## Carriera politica

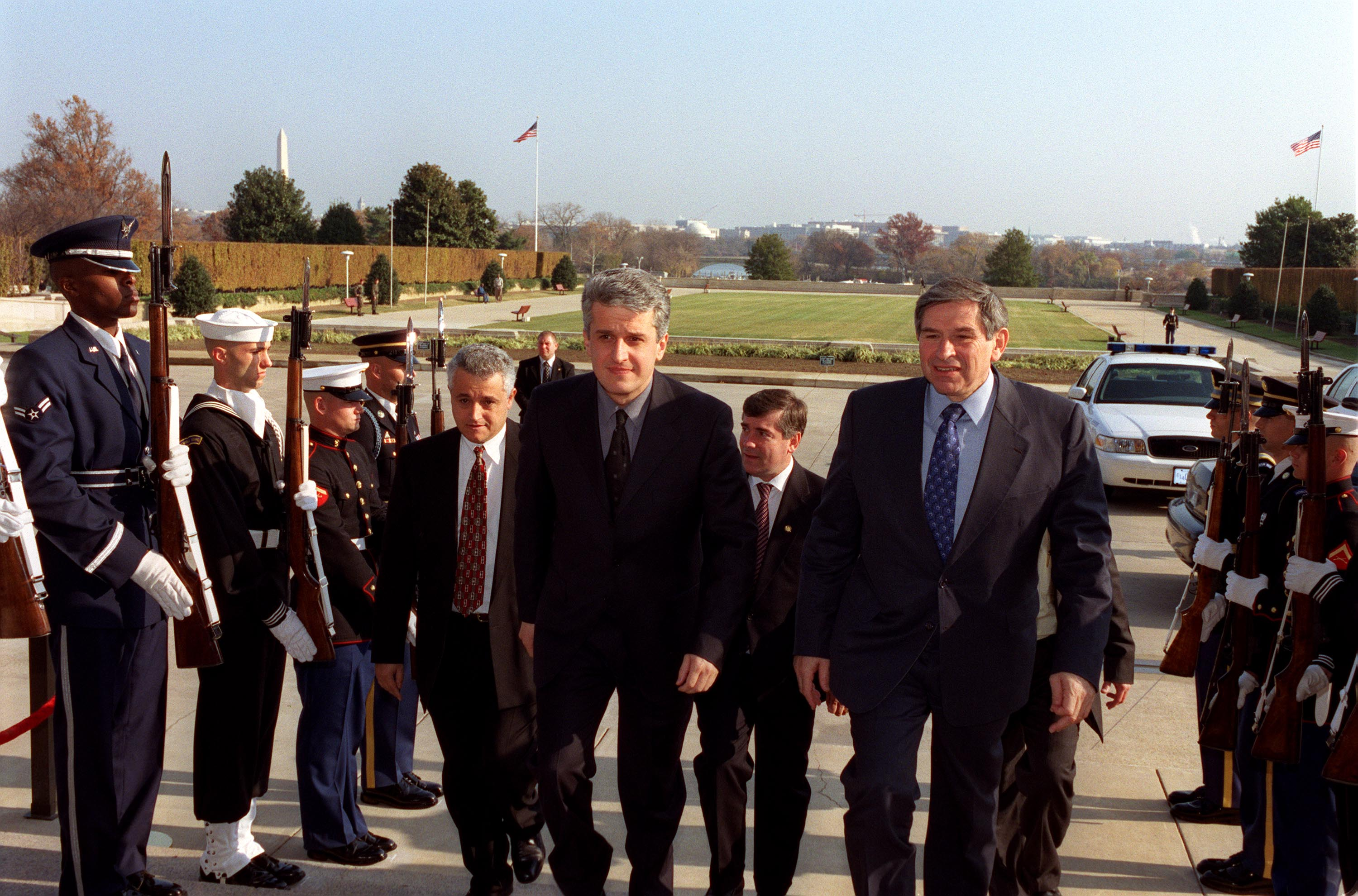
Pandeli Majko (a sinistra), nel 2001, allora Ministro della Difesa, al Pentagono con il suo omologo americano.

Nel 1992 è entrato nel parlamento albanese come deputato al Partito socialista. Tra il 1997 ed il 2001 ha preso parte alla commissione parlamentare incaricata di redigere la nuova Costituzione dell'Albania. Dal 1997 al 1998 Majko fu segretario generale del Partito socialista e capo del suo gruppo parlamentare.
Dal settembre 1998 all'ottobre 1999 Majko fu per la prima volta premier  dell'Albania. È stato il primo ministro più giovane dell'Albania, nominato quando aveva solamente 30 anni.
Dopo il governo di Ilir Meta, è tornato brevemente alla premiership tra febbraio e luglio 2002. Successivamente ha ricoperto la carica di ministro della Difesa da luglio 2002 a settembre 2005 nel governo di Fatos Nano. Dopo la sconfitta del governo alle elezioni del 2005, è tornato alla sua precedente posizione di deputato del Partito socialista.
Nel 2006, Majko è stato un sostenitore del voto del Montenegro per l'indipendenza dalla Serbia, in vista della scomparsa del confine tra Albania e Serbia.
È membro del Consiglio Generale del Partito Radicale (Italia).
Dal 13 settembre 2017 è stato nominato Ministro di Stato per la Diaspora.